# Guaraciaba (Santa Catarina)
Guaraciaba é um município do estado de Santa Catarina, no Brasil. Sua população, segundo contagem do Instituto Brasileiro de Geografia e Estatística em 2007, era de 10 604 habitantes.
No último censo realizado em 2022 pelo IBGE, a população de Guaraciaba era de 10.796 habitantes.

## Topônimo
Guaraciaba é um termo de origem tupi que significa "lugar do sol", através da junção dos termos kûarasy (sol) e aba (lugar). Em sentido diverso, o escritor José de Alencar diz que "guaraciaba" era o nome que os índios davam ao beija-flor, significando, literalmente, "cabelos do sol", através da junção de kûarasy (sol) e aba (cabelo, pelo, pena).

## História
Devido à ditadura militar do Brasil na época de sua emancipação e por se tratar de uma área de fronteira, o primeiro prefeito da cidade, Otto Gehlen, foi nomeado. Os prefeitos seguintes, contudo, passaram a ser eleitos.

## Pontos turísticos de Guaraciaba
O Município de Guaraciaba é banho por cinco rios: Rio Peperi-Guaçu, Rio das Antas (rio de Santa Catarina), Rio das Flores (Santa Catarina), Rio Maria Preta e Rio Índio, e seus respectivos afluentes. Com isso, o Município possui belas paisagens naturais e trilhas ecológicas.

### Museu Histórico de Guaraciaba
O Professor Edvino Carlos Hölscher está situado em Linha Olímpio, interior do município de Guaraciaba. A visitação pode ser feita com guiamento, obrigatório para turmas acima de 10 pessoas, mediante prévio agendamento.
O acervo está dividido em quatro períodos, sendo eles: vulcânico, indígena, caboclo e colonizador. Segundo pesquisa, realizada pelo seu fundador, o professor Edvino, no ano de 2002, trata-se do maior museu da América Latina situado em zona rural, com um acervo de mais de 7500 peças.

### Turismo Rural
O turismo rural é muito forte no Município de Guaraciaba, fazendo parte do "Roteiro Acolhida na Fronteira".
Entre os atrativos está a "Bioconstrução Guaraciaba": o espaço está localizado na Linha Indiozinho, no interior do Município de Guaraciaba e foi construído através da técnica de Bioconstrução, contando uma arquitetura singular que prima pela sustentabilidade ambiental. Além de hospedagem no local, são oferecidos cursos sobre bioconstrução e também há uma cachoeira, além de um amplo ambiente para curtir a natureza.

### Roteiro Bicachu
O Roteiro BioCachu é uma experiência repleta de aventura e encantamento que permite se conectar com a natureza e recarregar as energias. Conta com um trajeto repleto de natureza, percorrendo rios e com a Cachoeira Bicachu.

### Camping Mambuca
O Camping Mambuca é um lindo espaço de camping para as famílias, possuí, piscinas, campo de futebol, quiosque com petiscos e bebidas, cachoeira e 5 açudes. Espaço ideal para seus eventos, localizado na Linha Sede Flores, interior do Município de Guaraciaba.

### Santuário de Nossa Senhora do Caravaggio
Situado na BR-163. No mês de maio acontece a romaria de Nossa Senhora, atraindo milhares de fiéis.

## Símbolos do Município

### Brasão de Armas
O Brasão de Armas do Município é de autoria do Heraldista Arcionoé Antônio Peixoto de Farias.
O significado do Brasão de Armas, conforme consta no sítio do Município de Guaraciaba é o seguinte:
"O Brasão Municipal aplicado na Bandeira, representa o Governo Municipal e o círculo branco onde é contido, representa a própria cidade-sede do Município - é o círculo símbolo de 'eternidade', porque se trata de uma figura geométrica que não tem princípio e nem fim - a cor branca é símbolo de paz, amizade, prosperidade, pureza, religiosidade.
O Brasão, descrito nesse artigo em termos próprios de heráldica, tem a seguinte interpretação simbólica:
O escudo samnítico, usado para representar o Brasão de Armas de Guaraciaba foi o primeiro estilo de escudo introduzindo em Portugal por influência francesa, herdado pela heráldica brasileira como evocativo da raça colonizadora e principal formadora da nossa nacionalidade;
A coroa mural que o sobrepõe é o símbolo universal dos brasões de domínio que, sendo de argente, de seis cores, das quais apenas quatro são visíveis em perspectiva no desenho, classifica a cidade representada na terceira grandeza, ou seja, sede do Município;
A cor blau (azul) do campo do escudo é símbolo de justiça, nobreza, zelo, lealdade, recreação e formosura;
O crescente de argente (prata) firmado em chefe (parte superior do escudo) expergindo raios sobre o campo do escudo, vem a se constituir no parlantismo da praça, posto que o topônimo “Guaraciaba” significa “Raio de Luz”;
E como o topônimo surgiu da inspiração do sacerdote que rezou a Primeira Missa, a panóplia constituída pela cruz de Cristo de goles (vermelho) tendo brocante o cálice eucarístico contendo a óstia de jalde (ouro) e empunhando por mãos de carnação saintes do termo (parte inferior do escudo) reproduzindo o momento da Consagração, pereniza no Brasão a fé cristã do povo de Guaraciaba;
O mantel argente (prata) é símbolo de paz, amizade, trabalho, prosperidade, pureza, religiosidade e o jalde (ouro) simboliza a glória esplendor, grandeza, riqueza e soberania;
Nos ornamentos exteriores, o milho e feijão-soja representados, apontam os principais produtos oriundos da terra dadivosa e fértil, esteios da economia municipal;
No listel de goles (vermelho), cor simbólica da dedicação, amor-pátrio, audácia, intrepidez, coragem, valentia, inscreve-se em lei, trás argentinas (prateadas) o topônimo identificador “Guaraciaba” ladeado pela data de sua emancipação política “1º de Outubro – 1961”.

## Vias de acesso
O principal acesso é pela rodovia BR-163, a partir da BR-282.

## Galeria

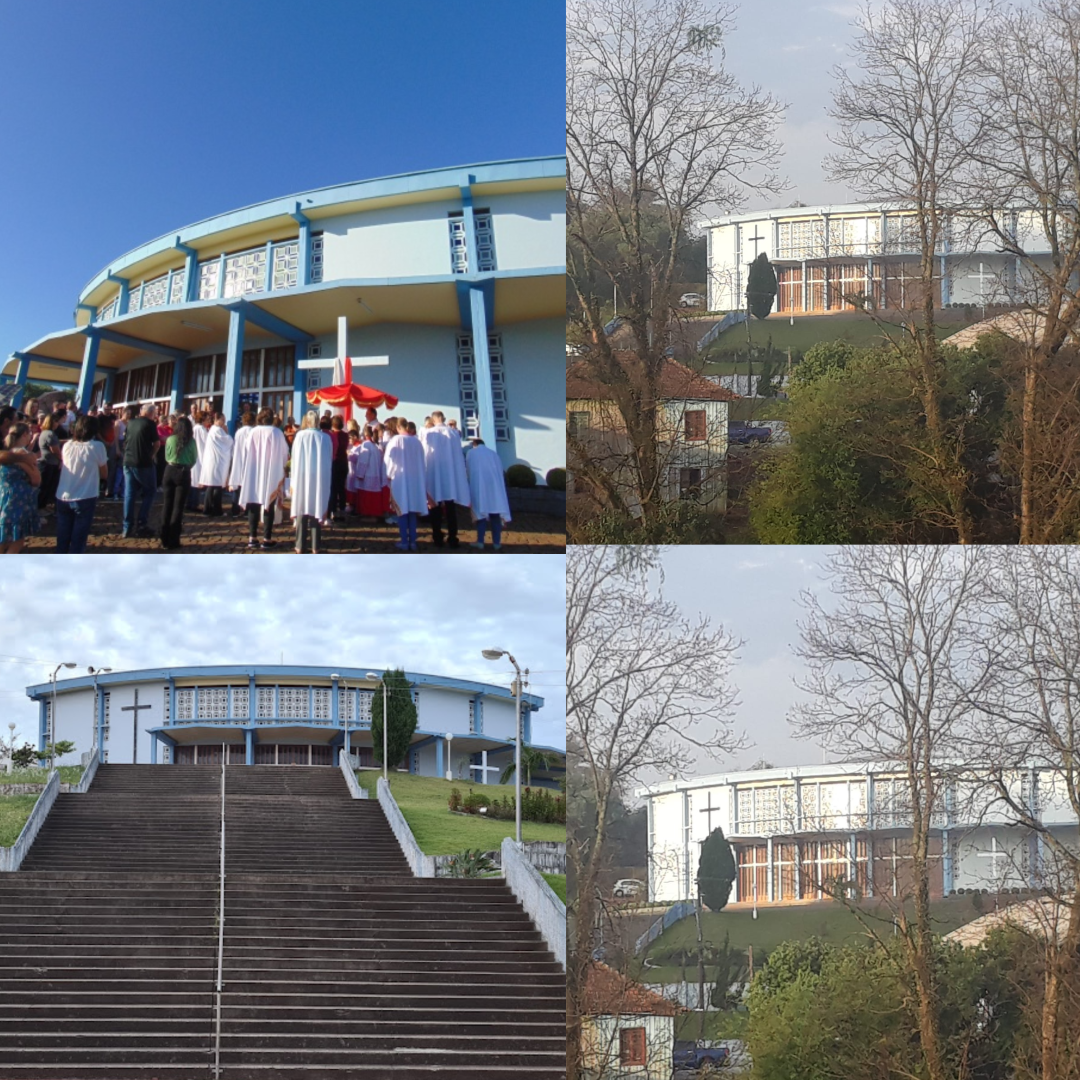
Igreja Matriz Paróquia Nossa Senhora de Fátima, localizada no Centro do Município de Guaraciaba.
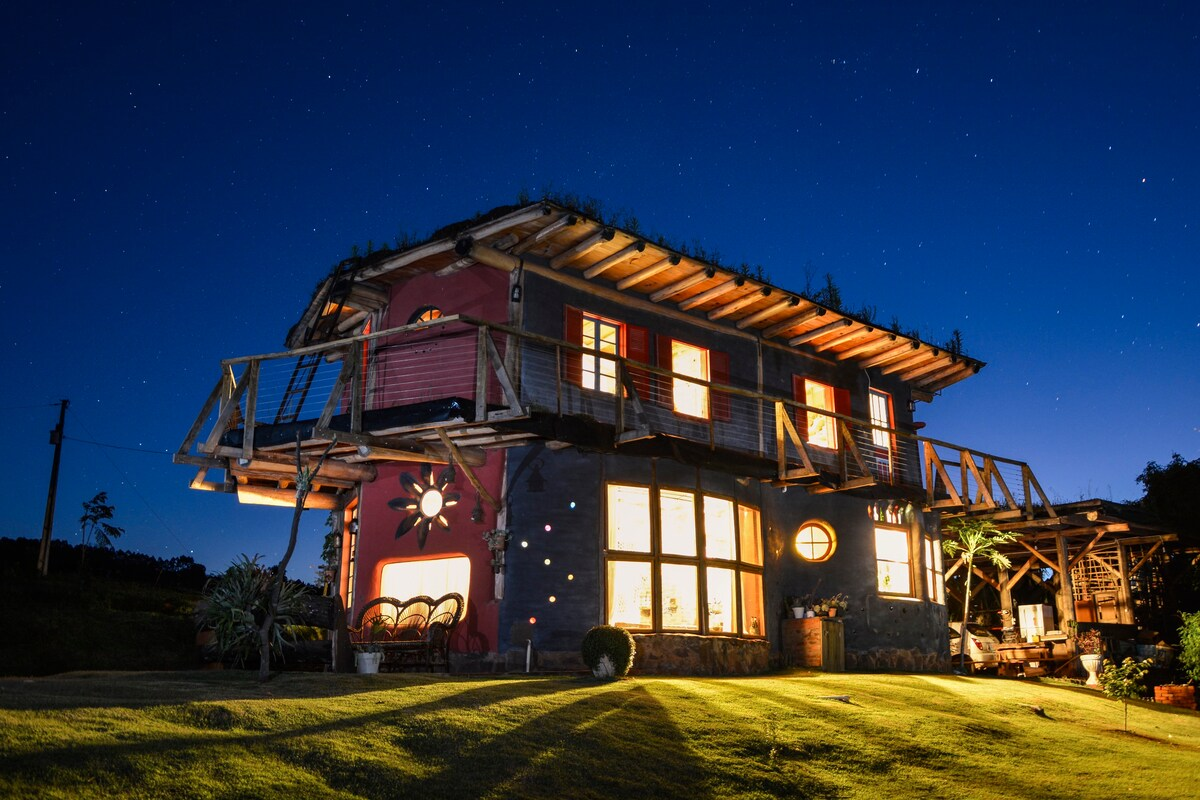
Bioconstrução Guaraciaba, localizada no interior do Município.
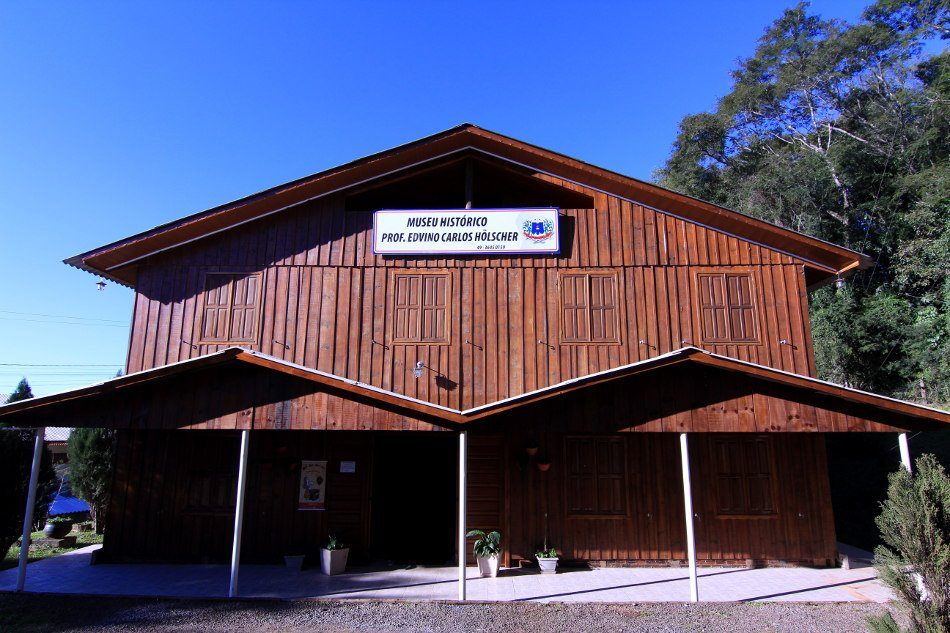
Museu Histórico Professor Edvino Carlos Hölscher,
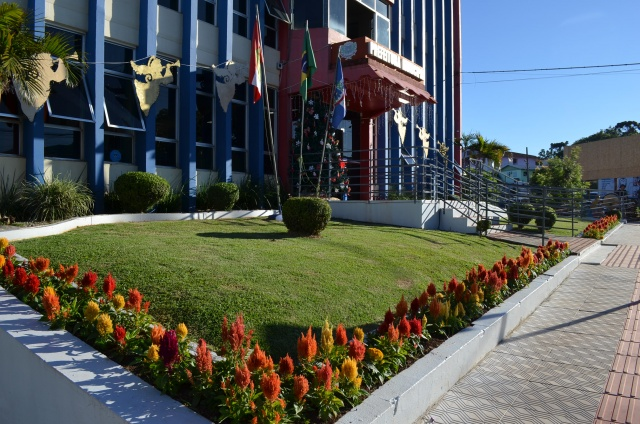
Prefeitura Municipal de Guaraciaba